# Surveyor SD-2
Surveyor SD-2 (również: Atlas Centaur AC-6) – amerykański sztuczny satelita będący modelem sondy księżycowej programu Surveyor. Ładunek został wyniesiony na trajektorię translunarną, podobną do tej, na którą został później wysłany Surveyor 1. Był to ostatni lot w ramach prac badawczo-rozwojowych nad członem Centaur.